# كاثلين برادلي
كاثلين برادلي (بالإنجليزية: Kathleen Bradley)‏ هي عارضة وممثلة أمريكية، ولدت في 10 يناير 1951 في جيرارد في الولايات المتحدة.

## وصلات خارجية
- كاثلين برادلي على موقع IMDb (الإنجليزية)
- كاثلين برادلي على موقع أول موفي (الإنجليزية)
- كاثلين برادلي على موقع قاعدة بيانات الفيلم (الإنجليزية)
- كاثلين برادلي على موقع ليتربوكسد (الإنجليزية)
- كاثلين برادلي على موقع كينوبويسك (الروسية)